# Oostelijke Woestijn
De Oostelijke Woestijn is ook bekend als Arabische Woestijn (niet te verwarren met de Grote Arabische Woestijn). Het is het noordoostelijkste deelwoestijn van de Sahara gelegen in Egypte, tussen de Nijl in het westen, de Rode Zee in het oosten, de Middellandse Zee in het noorden en het Nassermeer in het zuidwesten. De woestijn heeft een oppervlakte van ongeveer 220.000 km² en een hoogte die oploopt naar een bergrug in het oosten, waarvan de Gebel Sjaib el-Banat (2187 meter) en de Garib (1715 meter) de hoogste zijn. In het zuiden gaat de woestijn over in de Nubische Woestijn.
De woestijn bestaat uit basalt-, porfier- en granietformaties die worden doorkliefd door talloze wadi's, die tijdens de zeldzame regens het landschap kortstondig in bloei kunnen zetten. Het grootste deel van de woestijn bestaat uit plateaus met een gemiddelde hoogte van 500 meter. Uitgestrekte delen bestaan uit zich verplaatsende sikkelduinen, zandmassieven en in het centrale deel liggen stukken bedrock (moedergesteente) aan de oppervlakte.
Grote delen zijn onbewoond vanwege de frequente zand- en stofstormen, zware winden, lage neerslag en grote dagelijkse temperatuurverschillen.